# Gian Luigi Berti
Gian Luigi Berti (Città di San Marino, 16 maggio 1930 – Città di San Marino, 26 febbraio 2014) è stato un politico e avvocato sammarinese, Capitano reggente di San Marino dal 1 ottobre 1993 al 1 aprile 1994.

## Biografia
Nato a Città di San Marino nel 1930, Berti si laureò come avvocato e poco tempo dopo decise di iscriversi al Partito Democratico Cristiano Sammarinese, che rappresentò più volte al Consiglio Grande e Generale durante tutto il XX secolo. Gian Lugi Berti culminò la sua carriera politica venendo eletto Capitano reggente dal 1 ottobre 1993 al 1 aprile 1994 insieme al collega Paride Andreoli. 
Con l'inizio del XXI secolo, Berti annunciò il suo ritiro dalla politica a causa della vecchiaia. Si spense all'età di 83 anni nella sua città natale il 26 febbraio 2014 lasciando la moglie Paola e i due figli Maria Luisa e Gian Nicola Berti, anch'essi politici.